# Johnny Parsons
John Wayne Parsons (Van Nuys, 26 de agosto de 1944), conhecido por Johnny Parsons ou ainda Johnnie Parsons, Jr., é um ex-automobilista norte-americano, que disputou provas da extinta CART (incluindo a fase em que a categoria era gerenciada pela USAC) entre 1969 e 1995.
Filho de Johnnie Parsons (piloto de Fórmula 1 nos anos 50) e meio-irmão de Dana e Pancho Carter (este, também piloto da CART), participou de 24 edições das 500 Milhas de Indianápolis, tendo dois quintos lugares como melhor resultado na prova. Na CART, correu até 1995, quando não se classificou para a Indy 500, pela Project Indy.
Entretanto, Parsons, aos 51 anos de idade, ingressou na recém-criada Indy Racing League (atual IndyCar Series), participando das três primeiras provas da história da categoria. Disputou ainda a primeira corrida de Las Vegas em 1997, onde marcou sete pontos. Após a prova, encerrou sua carreira, aos 52 anos.